# Luíz Carlos
Luíz Carlos Martins Moreira (Rio de Janeiro, 5 luglio 1985) è un calciatore brasiliano, centrocampista svincolato.

## Palmarès

### Club

#### Competizioni nazionali
- Coppa di Portogallo: 1

Braga: 2015-2016
- Supercoppa saudita: 1

Al-Ahli: 2016
- Segunda Liga: 1

Paços Ferreira: 2018-2019